# Тетракис(трифенилфосфин)платина
Тетракис(трифенилфосфин)платина — металлоорганическое соединение
платины
с формулой Pt[P(C6H5)3]4,
светло-жёлтые кристаллы.

## Получение
- Восстановление этанолом тетрахлороплатината(II) калия в присутствии щелочного раствора трифенилфосфина в этаноле:

{\displaystyle {\mathsf {K_{2}[PtCl_{4}]+4P(C_{6}H_{5})_{3}+2KOH+C_{2}H_{5}OH\ {\xrightarrow {65^{o}C}}\ }}}
{\displaystyle {\mathsf {\ {\xrightarrow {65^{o}C}}\ Pt[P(C_{6}H_{5})_{3}]_{4}\downarrow +4KCl+2H_{2}O+CH_{3}CHO}}}

## Физические свойства
Тетракис(трифенилфосфин)платина образует светло-жёлтые кристаллы.
Устойчив в нейтральной атмосфере.
Растворяется в бензоле, хлороформе,
хуже растворяется в эфире,
не растворяется в гексане и этаноле.
Растворы очень чувствительны к действию воздуха.

## Применение
Вещество широко используется в гидросилировании. Применяется как катализатор и других очень узких отраслях промышленности.